# Albin Kjellberg

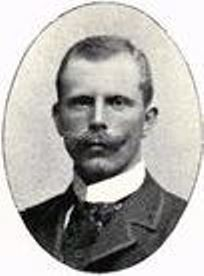
Albin Kjellberg.

Johan Peter Albin Kjellberg, född 9 oktober 1875 i Raus församling, Malmöhus län, död 9 december 1950 i Bromma församling i Stockholm, var en svensk väg- och vattenbyggnadsingenjör.
Efter mogenhetsexamen 1894 utexaminerades Kjellberg från Kungliga Tekniska högskolan 1898 och avlade examen för inträde i Väg- och vattenbyggnadskåren samma år. Han var biträdande ingenjör i Nedre norra väg- och vattenbyggnadsdistriktet 1899–1901, biträdande ingenjör och t.f. byråingenjör vid byggandet av Orsa–Härjeådalens Järnväg (OHJ) 1901–1902 och biträdande ingenjör vid Gävle stads byggnadskontor 1902–1904. Han var Söderhamns stads arbetschef från 1905 samt arbetschef och stadsingenjör där från 1908. Han blev löjtnant i Väg- och vattenbyggnadskåren 1906 och kapten 1914.
Under Kjellbergs ledning utfördes 1905–1909 i Stugsund 565 meter sten- och betongkaj för 6,5 meters vattendjup, följt av ytterligare 60 meter år 1914. Han var kontrollant vid tillbyggnaden av stadens läroverk 1904–1909 och vid ombyggnaden av Söderhamns lasarett 1913–1915.
Han är begravd på Nya kyrkogården i Helsingborg.